# 10 Questions for the Dalai Lama
Pour plus de détails, voir Fiche technique et Distribution.
10 Questions For The Dalai Lama est un documentaire  américain de 2006, dans lequel le réalisateur Rick Ray rencontre Tenzin Gyatso, le 14e dalaï-lama dans son monastère de Dharamsala en Inde (Namgyal). Au cours de l'entrevue, le réalisateur lui pose dix questions, entrecoupées de séquences consacrées à la biographie de Tenzin Gyatso, à l'histoire du Tibet moderne et à une chronique du voyage de Ray.

## Synopsis
Le film commence avec une chronique du voyage de Rick Ray à travers l'Inde pour interviewer Tenzin Gyatso. Le film alterne entre le présent et le passé récent, introduisant des moments consacrés à l'histoire personnelle de Tenzin Gyatso, le processus de désignation d'un dalaï-lama et son voyage en exil.
L'entrevue avec Tenzin Gyatso débute au milieu du film. La séquence est entrecoupée de moments consacrés à des questions philosophiques et aux affaires du moment.
Le film met également en scène la vie quotidienne de Tenzin Gyatso et ses efforts internationaux pour la paix et son travail avec les réfugiés tibétains.
Le film propose une entrevue avec un moine bouddhiste qui a fui la violence au Tibet et avec Tenzin Geyche Tethong, membre du gouvernement tibétain en exil depuis 20 ans.
Vers la fin, le film aborde le cas de la censure de l'Internet en Chine, les changements de la culture tibétaine et la controverse du 11e panchen-lama.

## Autres intervenants (eux-mêmes)
- Tenzin Bagdro
- Bob Dole (images d'archives)
- Richard Gere (images d'archives)
- George Mitchell (images d'archives)
- Rick Ray
- Tenzin Tethong (comme Tenzin Geyche Tethong)

## L'entrevue
Rick Ray pose des questions sur des sujets philosophiques, sociaux et politiques.
Quelques-unes des questions : 
- « Pourquoi les pauvres semblent-ils plus heureux que les riches ? »
- « Comment adopter une attitude de non-violence lorsqu'on est face à une menace directe pour sa sûreté et sa sécurité ? »
- « Les pays doivent-ils se consacrer à préserver leurs traditions ou embrasser la culture moderne ? »
- « Y aura-t-il un autre dalaï-lama ? »

Les questions ne sont pas numérotées dans le film et Rick Ray admet qu'il a posé plus de 10 questions durant l’entrevue.

## Les images d'archives
Trois ans ont été passés à traquer les rares images d'archives du jeune Tenzin Gyatso, celles montrant les tractations entre son gouvernement et la République populaire de Chine et son exil en définitive[pas clair]. Finalement, les contrats de licence concernant ces images ont coûté plus cher que les autres frais de réalisation du film.

## Prix
Rick Ray a reçu le prix du meilleur documentaire lors du Berkeley Video and Film Festivals de 2006 pour ce film. 

## Traitement par la presse
- The New York Times
- San Francisco Chronicle
- The Washington Post
- Toronto Globe and Mail
- The Boston Globe